# بیورنه واگو
بیورنه واگو (انگلیسی: Björne Väggö؛ زادهٔ ۹ سپتامبر ۱۹۵۵) ورزشکار شمشیربازی اهل سوئد است.
وی در مسابقات کشوری و بین‌المللی در مجموع برندهٔ ۱ مدال نقره شده‌است.